# Хусну, Мехмет
Мехме́т Хусну́ (англ. Mehmet Husnu, род. 25 июля 1972 года) — бывший профессиональный снукерист c Кипра.

## Карьера
Мехмет Хусну — один из первых профессиональных снукеристов этой страны. Стал профессионалом в 1991, и играл в мэйн-туре, с некоторыми перерывами, довольно продолжительное время (в общем — 10 сезонов). Лучшим достижением Хусну стал его брейк в 147 очков, сделанный во время квалификации на China International 1998 (13 августа, матч против Эдди Баркера, 1 квалификационный раунд).
В 2002 году Мехмет Хусну стал финалистом нерейтингового турнира Benson & Hedges Championship, который является отборочным турниром к Мастерс. В финале он уступил Марку Дэвису со счётом 6:9.
Хусну несколько раз выходил в основные стадии рейтинговых турниров. В 1993 году он вышел в 1/16 финала Welsh Open.